# Very Very Very
«Very Very Very» (en hangul, 너무너무너무; romanización revisada, Neomu Neomu Neomu), es una canción grabada por el grupo surcoreano I.O.I. Fue lanzada el 17 de octubre de 2016 por YMC Entertainment y distribuida por Kakao M como sencillo de Miss Me?, segundo miniálbum del grupo.

## Antecedentes
El 22 de septiembre de 2016, se anunció que Park Jin-young produciría el sencillo del nuevo disco del cual las once integrantes formarían parte. Un mes después, se publicó un vídeo teaser donde revelaba que el título de la canción sería «Very Very Very».
La canción fue publicada en conjunto con el álbum el 17 de octubre de 2016 a través de varios portales de música surcoreanos e incluyendo a iTunes para el mercado global.

## Promoción
El grupo interpretó «Very Very Very» por primera vez en I.O.I x JYP de Mnet y también en el showcase realizado para Miss Me?.
I.O.I tuvo su regreso a los escenarios en The Show de SBS MTV el 18 de octubre. Fue seguido por Show Champion de MBC el 19 de octubre, M! Countdown de Mnet el 20 de octubre y Music Bank de KBS el 21 de octubre.
El 26 de octubre de 2016, el grupo ganó su primer trofeo en Show Champion y el 27 de octubre su segundo trofeo en M! Countdown.
El videoclip de «Very Very Very» fue el tercer vídeo musical más visto en YouTube en los Estados Unidos y en todo el mundo en el mes de octubre de 2016, según Billboard.

## Actuación comercial
«Very Very Very» se ubicó en el primer lugar de Gaon Digital Chart en la semana del 22 de octubre de 2016 con 266 203 descargas vendidas y 5 859 795 streams, superando las listas de descargas y stramings. Eso marcó la primera vez que I.O.I logró tener una canción en el primer puesto. En su segunda semana, la canción se ubicó en el segundo puesto en la semana del 23 al 29 de octubre de 2016 con 129 179 descargas vendidas y 5 721 836 streams. En su tercera semana, la canción bajó al sexto lugar, pero manteniéndose en el Top 10 durante tres semanas consecutivas con 82 608 descargas vendidas y 4 957 083 streams.
La canción se posicionó en el quinto lugar en Gaon Digital Chart para el mes de octubre de 2016 con 423 ,491 descargas vendidas, encabezando la lista de descargas, y 13 046 034 streams.

## Posicionamiento en listas

### Lista semanal
| Lista (2016)                       | Mejor posición |
| ---------------------------------- | -------------- |
| Corea del Sur (Gaon Digital Chart) | 1              |

### Lista mensual
| Lista (2016)                       | Mejor posición |
| ---------------------------------- | -------------- |
| Corea del Sur (Gaon Digital Chart) | 5              |